# هوغو شتراسر
هوغو شتراسر (بالألمانية: Hugo Strasser)‏ (7 أبريل 1922 في ميونخ) هو عازف كلارينيت وقائد أوركسترا ألماني. أوركسترا هوغو معروفة بموسيقاها الراقصة من خلال سلسلة الألبومات التي أصدرتها تحت اسم أسطوانة رقصة السنة (Tanzplatte des Jahres).

## حياته
كان والده مدير مدرسة ينحدر من عائلة فلاحية من بلدية ياتسيندورف، وأمه من مدينة شروبنهاوزن. عند بلوغ هوغو السابعة من عمره اشترك في برنامج ساعة أطفال التي كانت تنتجه إذاعة بايرن وعزف أول سولو له على آلة هارمونيكا. في السادسة عشر من عمره دخل إلى أكاديمية فن الصوت في ميونخ. في الفصل الدراسي الثامن ذهب هوغو إلى الخدمة العسكرية وواصل تكوينه الموسيقي في مدرسة موسيقى الجيش في بوكيبورغ وهي المدرسة التي درس فيها أيضاً على سبيل المثال جيمس لاست وهورست فيشر. بعد الحرب العالمية الثانية اشتغل كعازف موسيقى الجاز في نوادي أمريكية. في بداية عام 1949 انضم إلى فرقة ماكس غريغر التي أسسها هذا الأخير عام 1948 كعازف على آلة الكلارينيت والساكسفون أيضاً وبقي فيها إلى غاية عام 1954. في عام 1955 أسس هوغو شتراسر أوركسترا الرقص الخاصة به والتي ما زالت معه إلى اليوم، والتي تعتبر واحدة من أحسن أوركسترا الرقص في أوروبا.
في عام 2005 و2006 قام شتراسر مع ماكس غريغر وباول كون برفقة بيغ باند أس في أر بجولة فنية عبر ألمانيا. بعدها عمل شتراسر جولات أخرى رفقة ماكس غريغر. في يناير 2009 أحيا مع ماكس غريغر وبيل رامسي حفلة موسيقية في شتوتغارت.

## أعماله
أصدر هوغو شتراسر منذ عام 1966 حتى عام 1996 سلسلة من الأسطوانات والتي أصبحت فيما بعد سيدي تحت اسم أسطوانة رقصة السنة. بعد عام 1996 نشر بعضاً من السيديات باسم باست أوف. العناوين المعروفة التي عزفها شتراسر هي You're the Cream in My Coffee (كويكستب)، Wild Cat Blues كويكستب أيضاً. علاوة على ذلك قام عام 1964 بتأليف موسيقى فيلم فتاة من غابات بوهيميا التي مثلت فيه الممثلة النمساوية غيرليندي لوكر.

## روابط خارجية
- هوغو شتراسر على موقع IMDb (الإنجليزية)
- هوغو شتراسر على موقع مونزينجر (الألمانية)
- هوغو شتراسر على موقع ميوزك برينز (الإنجليزية)
- هوغو شتراسر على موقع أول ميوزيك (الإنجليزية)
- هوغو شتراسر على موقع ديسكوغز (الإنجليزية)
- هوغو شتراسر على موقع كينوبويسك (الروسية)